# حكم على الحجر
حكم على الحجر هي رواية صدرت عام 1977 للكاتبة البريطانية روث رندل.

## ملخص الحبكة
تشتغل يونيس كمدبرة منزل عند عائلة مكونة من أربعة أفراد. لقد أبقت أميتها سرًا وهي مهووسة بالاستمرار في الحفاظ عليها كذلك. وبدون علم أصحاب العمل الجدد، فقد قتلت بالفعل والدها الذي كانت تعتني به، وزورت وثائقها. إن عدم قدرتها على التكيف مع مكانها في المجتمع يحجبها الماكرة التي تخفي بها الحقيقة عن نفسها. بعد أن أساءت تفسير كل عمل لطيف يقدمه لها أصحاب العمل، انقلبت عليهم في النهاية، وسرقت الأسلحة التي عادةً ما يُحتفظ بها في مكان مُغلق. بمساعدة زميل غير لائق اجتماعيًا، تقتل العائلة بأكملها. لكن أمية يونيس تمنعها من التعرف على دليل مكتوب تركته وراءها والتخلص منه. في النهاية يُكتشف شريط تسجيل لإطلاق النار قام به أحد الضحايا. يونيس متهمة بارتكاب الجريمة وتشعر بالخوف عندما يُكشف عن أميتها للعالم أثناء إجراءات المحكمة.

## فيلم أو تلفزيون أو اقتباسات مسرحية
حُولت الرواية إلى فيلم مرتين: مدبرة المنزل (1986) بطولة ريتا توشينغهام  في دور الخادمة الأمية، و الحفل (1995)، من إخراج كلود شابرول، بطولة ساندرين بونير في نفس الدور.

## تفاصيل الإصدار
1997، المملكة المتحدة، هاتشينسون ((ردمك 0-09-129070-8))، تاريخ النشر 2 مايو 1977، غلاف مقوى (الطبعة الأولى)

## الروابط الخارجية
- Ruth Rendell discusses A Judgement in Stone on the BBC World Book Club
- Ruth Rendell on Gusworld.com.au